# Puerto de Haza del Lino
El Puerto de Haza del Lino, de unos 1300 metros de altura, está situado en la sierra de la Contraviesa, entre los municipios españoles de Polopos y Torvizcón, al sur de la provincia de Granada. En sus inmediaciones se encuentra un destacado bosque de alcornocales y el monte o cerro Salchicha, con una altitud de 1545 m s. n. m.
Se subió en la edición de 1975 de la Vuelta Ciclista a España, pasando en primer lugar el corredor español José Luis Viejo.

## Véase también

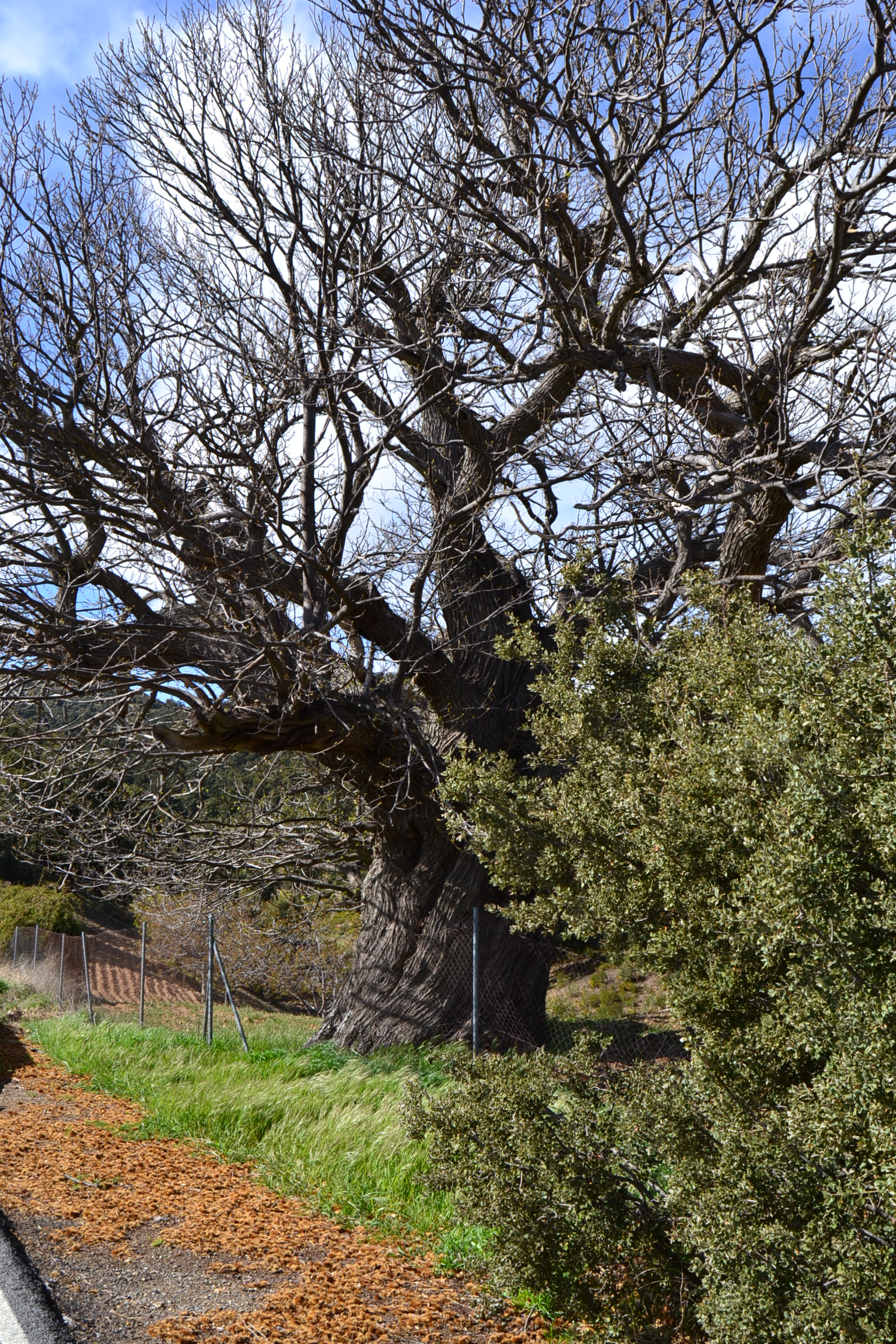
Enorme castaño junto a la Haza del Lino. Abril de 2012.